# جورج واینر
جورج واینر (انگلیسی: George Wyner؛ زادهٔ ۲۰ اکتبر ۱۹۴۵) هنرپیشه اهل ایالات متحده آمریکا است.
از فیلم‌ها یا برنامه‌های تلویزیونی که وی در آن نقش داشته‌است می‌توان به ان‌سی‌آی‌اس، دکتر هاوس، مشکلی با منحنی، کدبانوهای وامانده، وکیل‌مدافع شیطان، بودن یا نبودن، یک مرد جدی، پای آمریکایی ۲، همه مردان رئیس‌جمهور، توپ‌های فضایی، تماس، پستچی، خداحافظی طولانی، سال محبوب من، بانو بلوز می‌خواند، و لبخند اشاره کرد.